# Kim Tuyên Tông
Kim Tuyên Tông (chữ Hán: 金宣宗, 18 tháng 4 năm 1163 - 14 tháng 1 năm 1224), tên thật là Hoàn Nhan Ngô Đô Bổ (完顏吾睹補), Hoàn Nhan Tùng Gia (完颜從嘉), Hoàn Nhan Tuân (完颜珣), là hoàng đế thứ 8 của vương triều nhà Kim trong lịch sử Trung Quốc.
Kim Tuyên Tông là cháu đích tôn của hoàng đế Kim Thế Tông song không được ở trên địa vị thừa kế do thân phận của người mẹ. Đến năm 1213, người chú của ông là Vệ Thiệu vương Hoàn Nhan Vĩnh Tế bị sát hại, nên ông được đưa lên ngôi vua, tức là Kim Tuyên Tông.
Trong thời gian cai trị của mình, Tuyên Tông gặp phải sự uy hiếp mãnh mẽ từ người Mông Cổ ở phía bắc, đến năm 1215 ông rời bỏ Yến Kinh, dời đô về Biện Kinh, không bao lâu sau gần như toàn bộ Hà Bắc rơi vào tay người Mông, và Hà Nam cũng bị uy hiếp dữ dội. Để lấy lại uy thế, ông chủ trương tiến hành chiến tranh với triều Tống ở phía nam trong chiến dịch kéo dài 6 năm, song không thu được thành công mà còn khiến nước Kim suy yếu hơn trước. Năm 1223, ông qua đời ở tuổi 61, người con trai thứ ba là Hoàn Nhan Thủ Tự lên kế vị, tức là Kim Ai Tông.

## Thân thế và cuộc sống ban đầu
Kim Tuyên Tông là con trai trưởng của thái tử Hoàn Nhan Doãn Cung, cháu đích tôn của Kim Thế Tông Hoàn Nhan Ung, mẹ ông là Chiêu hoa họ Lưu. Tuy là thân phận con trưởng nhưng ông không được quyền kế vị bởi theo quy định của người Nữ Chân, địa vị thừa kế chỉ dành cho con trai của người vợ chính.
Chiêu hoa Lưu thị hạ sinh Tuyên Tông vào ngày 18 tháng 4 năm 1163, tức ngày Quý Mùi năm thứ ba Đại Định thời Kim Thế Tông tại kinh thành Yến Kinh, tên khai sinh là Hoàn Nhan Ngô Đô Bổ. Thuở nhỏ ông được ông nội là Kim Thế Tông nuôi dưỡng ở trong cung. Năm 1178, ông được phong làm Ôn quốc công, gia phong đặc tiến, năm 1186 được ban tên là Hoàn Nhan Tuân. Năm 1189, được tiến phong Phong vương, gia Khai phủ nghi đồng tam tư, phán hai bộ Binh, Lại, sau lại giao làm phán hai quân Vĩnh Định, Chương Đức.
Năm 1185, cha ông là Doãn Cung qua đời, địa vị thừa kế thuộc về người em trai thứ ba của ông là Hoàn Nhan Cảnh, do chính phi của cha sinh ra. Năm 1189, Thế Tông mất, Cảnh lên kế bị, là Kim Chương Tông. Năm sau, 1190, Hoàn Nhan Tuân được tiến phong Dực vương, năm 1205, bị đổi tên là Hoàn Nhan Tùng Gia. Năm 1208, ông đổi phong là Hình vương, liền sau đó lại đổi là Thăng vương.

## Làm hoàng đế

### Lên ngôi nhờ binh biến
Năm 1209, Kim Chương Tông mất. Hoàng thúc Vệ Thiệu vương Hoàn Nhan Vĩnh Tế thừa cơ đoạt lấy ngôi vua. Lúc đó ở phía bắc có Thành Cát Tư Hãn của Mông Cổ nổi lên với binh lực hùng mạnh, xâm lăng nước Kim.
Trong các năm từ 1211 đến 1213, nước Kim liên tiếp thất bại trước quân Mông, trong đó nặng nề nhất là trận Dã Hồ Lĩnh, thiệt hại lên đến 450.000 quân. Đến đầu năm 1213, hơn 90 thành trì của Kim đã bị hạ, sau đó là liên tiếp các thất bại ở Cối Hà Bảo, Cư Dung quan, tình thế hết sức nguy cấp.
Giữa lúc đó nội bộ nước Kim phát sinh mâu thuẫn. Hữu phó soái Ngột Thạch Liệt Hồ Sa Hổ giết chết Hoàn Nhan Vĩnh Tế, sai Đồ Đan Minh đến Chương Đức nghênh đón Thăng vương Tuân. Ngày 22 tháng 9 năm 1213, Hoàn Nhan Tuân đến Trung Đô, tức vị hoàng đế, là Kim Tuyên Tông, phong Hồ Sa Hổ làm Thái sư, Trung thư lệnh, Trạch vương.
Sau đó ông quyết định đích thân đến khóc tang cho vua cũ Vĩnh Tế. Ông đổi niên hiệu là Trinh Hựu, phong con trai cả là Hoàn Nhan Thủ Trung làm Hoàng thái tử, các hoàng tử Thủ Thuần làm Bộc vương, Thủ Lễ làm Toại vương. Hồ Sa Hổ còn dâng sớ đòi phế Vĩnh Tế làm thứ nhân. Vua Tuyên Tông hội triều thần hơn 200 người đến bàn bạc, cuối cùng đành phải phế Vĩnh Tế làm Đông Hải quận hầu. Ông đổi tên mình thành Hoàn Nhan Tuân như cũ, và truy tôn mẹ là Lưu thị làm Hoàng thái hậu.
Thuật Hổ Cao Kì dưới quyền Hồ Sa Hổ, bị quân Mông đánh bại, sợ bị Hồ Sa Hổ trị tội bèn mang bại quân về vây đánh phủ đệ của Hồ Sa Hổ, giết ông ta rồi đến cửa khuyết quỳ xin chịu tội. Kim Tuyên Tông chẳng những không hỏi tội mà còn xuống chiếu vỗ về, phong Cao Kì là Tả phó soái, đoạt quan tước của Hồ Sa Hổ.

### Dời đô và nghị hòa
Đầu năm 1214, quân Tây Hạ được Mông Cổ hậu thuẫn tấn công vào Hội châu nhưng bị đẩy lui được. Lúc bầy giờ quân Mông đã lần lượt triệt hạ Quan châu, Hà Gian, Thương châu. Tiến phong Đồ Đan Dật làm Hữu Thừa tướng, Hoàn Nhan Thừa Huy làm Đô nguyên soái Bình chương sự, Thuật Hổ Cao Kì làm Bình chương sự.
Trong mùa xuân năm 1214, quân Mông Cổ công đánh vào phủ Chương Đức, Hoài châu, nhanh chóng tiến sát Yến Kinh. Thiết Mộc Chân sai gửi thư cho nhà Kim, đòi cống nạp thì sẽ lui quân.
Kim Tuyên Tông sai Hoàn Nhan Thừa Huy đến trại Mông Cổ xin hòa, dâng công chúa con cố chủ Vĩnh Tế, đồng nam đồng nữ mỗi loại 500, 3000 con ngựa quý. Thiết Mộc Chân đồng ý lui quân vào cuối xuân năm đó. Không bao lâu sau, Kim Tuyên Tông bàn với Bộc Tán Đoan dời đô về Nam Kinh để tránh mũi nhọn quân Mông. Tả Thừa tướng Đồ Đan Dật ra sức can gián, nhưng vua Kim vẫn quyết ý dời đô. Mệnh Hoàn Nhan Thừa Huy, Mục Diên Tận Trung bảo hộ thái tử Thủ Trung lưu giữ Yến Kinh, rồi cùng hậu cung dời về Biện Kinh. Thành Cát Tư Hãn được tin, tức giận, lập tức cho quân nam hạ.
Tướng Kim là Minh An đến đầu hàng và dẫn đường cho người Mông Cổ vây đánh Trung Đô. Kim chủ thất kinh, vội hạ lệnh triệu thái tử Thủ Trung về kinh. Sau khi dời đô về nam, Tuyên Tông hạ chiếu lập Nguyên phi Vương thị làm hoàng hậu, truy tặng cố chủ Vĩnh Tế làm Vệ Thiệu vương. Lúc này Đồ Đan Dật lo buồn mà chết, Bộc Tán Đoan được lên thay làm Thừa tướng. Trong suốt mùa thu và mùa đông năm 1214, quân Mông Cổ chiếm Thuận châu, Cao châu, Cẩm châu, Ý châu. Đầu năm 1215, ở Liêu Tây, tướng giữ thành Bắc Kinh là Ngân Thanh Sơn bị bộ tướng là Hoàn Nhan Tích Liệt hạ sát. Dần Đáp Hổ lên thay, ra hàng Mông Cổ, phủ Hưng Trung và các châu quận Liêu Tây cũng lần lượt tan rã. Ở Biện Kinh, thái tử Thủ Trung qua đời, Tuyên Tông lập cháu nội là Hoàn Nhan Khanh làm thái tôn thừa kế ngôi báu.
Từ Yến Kinh, Hoàn Nhan Thừa Huy liên tục gửi thư cáo cấp. Tháng 3 ÂL, Tuyên Tông sai Tả giá quân Vĩnh Tích Tả đô giám Ô Khố Luân Khánh Thọ dẫn quân 39.000 cứu viện, Ngự sử trung thừa Lý Anh vận chuyển lương thảo. Lý Anh chuyển lương đến giữa đường, vì mải say khướt mà bị quân Mông Cổ tập kích giết chết. Không có lương thực, các đạo quân cứu viện lần lượt lui về.
Đến mùa hạ, quân Mông Cổ công đánh hai quan Phú Xương, Phong Nghi, hạ Cố An, Trung Đô trong thế cực kì nguy cấp. Hoàn Nhan Thừa Huy hẹn cùng Mục Diên Tận Trung trấn thủ Trung Đô, nhưng Tận Trung có ý không hợp tác. Thừa Huy hoảng sợ, viết thư từ tạ Kim chủ rồi tự tận. Tận Trung được tin thất kinh, tính kế đưa gia quyến chạy về nam, bỏ mặc các phi tần còn ở lại Yến Kinh. Quân Mông Cổ vào Yến Kinh, các phi tần già yếu đều thành quỷ không đầu, còn trẻ đẹp đều bị bọn người Mông cưỡng hiếp. Cung thất nước Kim bị thiêu hủy, dân chúng bị sát hại, bài vị liệt tổ liệt tông triều Kim bị vứt vào hố phân, còn thậm tệ hơn ngày xưa Kim tiêu diệt Bắc Tống vậy. Đó lẽ lẽ trời luân chuyển, gieo nhân nào sẽ gặp quả đó.
Tuyên Tông hạ chiếu truy tặng Hoàn Nhan Thừa Huy làm Trung thư lệnh, Quảng Bình quận vương. Còn Mục Diên Tận Trung chẳng những không bị trị tội mà còn được thăng Bình chương sự. Có thể nói chính sự như vậy là đổ nát quá rồi. Mùa thu năm đó, quân Mông Cổ thừa thắng đánh Đồng Quan nhưng chưa hạ được, bèn theo Tung Sơn đến Nhữ châu đánh thẳng vào Biện Kinh. Tuyên Tông hạ lệnh cho Hoa Mao ra đánh, mới đẩy lui quân Mông. Sau đó lại sai sứ đến nghị hòa, người Mông đòi cắt Hà Bắc, Hà Đông, bỏ đế hiệu tự xưng Hà Nam vương, triều Kim không theo, vì thế hòa nghị không thành. Về sau Mục Diên Tận Trung mới bị Ô Khố Luân Đức Thăng hặc tội và bị giết. Tính đến hết thu năm 1215, quân Mông Cổ đã chiếm được 862 thành ấp của Kim

### Dẹp Hồng áo tặc
Giữa lúc quân Mông Cổ đang uy hiếp nặng nề thì lại nổi lên thế lực Hồng áo tặc của Dương An Nhi và Lý Toàn, tung hoành khắp nơi làm chấn động của nước Kim. An Nhi chiếm Lai Dương, Đăng châu, xưng niên hiệu là Thiên Thuận, rồi đánh sang Ninh Hải, Duy châu, Mật châu. Mùa thu cùng năm, tướng Kim là Bộc Tán An Trinh dẫn quân đến đánh, thắng lớn lực lượng Hồng áo tặc, chiếm lại các châu quận.
Không bao lâu sau Dương An Nhi bị đánh gấp, nhảy xuống biển tự vẫn. Lý Toàn và vợ là Dương Diệu Chân (cũng là em An Nhi) lại nổi lên, nhưng sau đó thua trận lại chạy ra biển. Các đạo quân Hồng áo tặc khác như Lưu Nhị Tổ, Hoặc Nghĩa, Bành Nghĩa Bân, Thạch Oa, Hạ Toàn... đều lần lượt bị diệt. Riêng Lý Toàn củng cố lại lực lượng, đến nương nhờ Nam Tống, về sau trở thành một thế lực tung hoành ở vùng biên giới hai nước.

### Chiến tranh với Tống
Bài chi tiết: Chiến tranh Kim-Tống (1217-1223)
Cuối năm 1215, thái tôn Hoàn Nhan Khanh mất, đầu năm sau Tuyên Tông xuống chiếu lập hoàng tử thứ ba là Hoàn Nhan Thủ Lễ làm Hoàng thái tử, đổi tên là Hoàn Nhan Thủ Tự.
Sau khi quân Mông Cổ đánh Kim, triều Tống đã không còn nộp thuế cho Kim nữa. Đến đó, Tuyên Tông cho người đến Tống đốc thúc khoản tiền thuế, triều Tống không theo. Đến năm 1217, Vương Thế An và Thuật Hổ Cao Kì cùng liên danh đề nghị phạt Tống. Vua Kim nghe theo, bèn lấy Vương Thế An làm Hoài Nam chiêu phủ sứ, cùng Ô Cổ Luân Khánh Thọ, Hoàn Nhan Tát Bố cùng dẫn quân vượt Hoài Hà đánh xuống phía nam. Nhưng quân Kim bị quân Tống dụ vào ổ mai phục và đánh bại, không lâu phải lui về.
Tướng Kim là Hoàn Nhan Trại Bất lại đưa quân đánh Tảo Dương một lần nữa nhưng quân Tống giữ vững thành trì. Tháng 10 ÂL năm 1217, Kim Tuyên Tông lại muốn đánh xuống phía nam, hạ chiếu cho Tư Đỉnh đem quân từ ba lộ Tần, Củng, Phượng Tường nam phạt, công đánh Tứ Xuyên, phá Thiên Thủy quân. Sang năm 1218, Người Kim tiếp tục phá Bạch Hoàn bảo, Hoàng Ngưu bảo và Tản quan nhưng sau đó bị quân Tống đánh lui.
Lúc đó Kim Tuyên Tông hối hận vì đã nghe lời của Thuật Hổ Cao Kì nam xâm làm tổn thất lực lượng, bèn giết chết ông ta (1218), nhưng quân Kim vẫn chưa từ bỏ chiến dịch. Đầu năm 1219, thái tử Thủ Tự xuống miền nam, sai Hoàn Nhan Ngoa vây đánh Tảo Dương nhưng không thành. Trong khi đó ở Hoài Tây, Bộc Tán An Trinh và Ngột Thạch Liệt Nha Ngô Đáp, phò mã Đồ Hải lại vây đánh An Phong quân cùng các châu Trừ, Hào, Quang, các đạo quân Kim khác cũng đánh vào Toàn Thúc, Thiên Trường, Lục Hợp. Nhưng sau đó Tống điều viện binh tới, quân Kim tổn thất nặng. Thái tử Thủ Tự và đám tàn quân chạy về miền bắc.
Năm 1220 và 1221, hai bên tiếp tục giằng co khi được khi thua.
Mùa hạ năm 1222, Tuyên Tông được tin Triệu Phương, An Bính bên Tống đã chết, sai Hoàn Nhan Ngoa và Thời Toàn đánh Tống, nhưng chưa vào được sâu đã bị quân Tống đuổi theo truy kích, nhiều quân Kim do chưa kịp vượt cầu phao bỏ chạy nên đều bị giết. Đó là trận giao chiến cuối cùng của hai nước Kim - Tống trước năm 1233.

### Qua đời
Đầu năm 1223, tướng Mông Cổ là Mộc Hoa Lê đánh vào Thiểm Tây, tấn công Trường An và Phượng Tường. Tại đây lực lượng của Kim rất mạnh, đông tới 20 vạn người do tướng Hoàn Nhan Hợp Đạt chỉ huy. Được ít lâu Mộc Hoa Lê đánh không hạ được, uất ức chết bệnh và quân Mông Cổ rút lui, Kim lấy lại được Hà Trung và Vinh châu. Tại mặt trận Sơn Đông, quân Kim tan vỡ.
Vì Mộc Hoa Lê đã chết, thế lực của Mông Cổ suy yếu hơn nên quân Kim có thể thu phục lại một số vùng như Hoắc châu, huyện Hồng Động. Tại phủ Hà Trung, Tuyên Tông bãi Hành tỉnh lập phủ Nguyên soái, bởi vì khi đó thành trì bị phá hoại, người Kim không có khả năng lưu giữ.
Tháng 12 ÂL năm 1223, Kim Tuyên Tông lâm bệnh. Vào đêm Canh Dần (11 tháng 1 năm 1224), bệnh tình trở nặng, các cận thần đều không thấy bóng dáng, duy chỉ có Tư Minh phu nhân Trịnh thị của vua trước (Vệ vương Vĩnh Tế). Kim Tuyên Tông biết mình không sống được nữa, nên nhờ Trịnh thị cấp tốc triệu thái tử đến và cử hành hậu sự. Nói xong thì Tuyên Tông qua đời, hưởng thọ 61 tuổi.
Bàng quý phi muốn lập con mình là Thủ Thuần nên tìm cách phế Thủ Tự. Trịnh thị biết việc đó, nên ngăn trở không cho các hậu phi vào chỗ Tuyên Tông, sau đó lập tức triệu đại thần, tuyên di chiếu lập hoàng thái tử Thủ Tự làm vua mới và bắt đầu phát tang. Thái tử vào cung huy động vệ quân đông cung có hơn 3 vạn người, giam giữ Thủ Thuần và lên nối ngôi, tức là Kim Ai Tông.

## Gia đình
- Hậu phi
  - Vương hoàng hậu
  - Vương nguyên phi, mẹ đẻ của Kim Ai Tông
  - Sử Lệ phi[17]
  - Bàng Chân phi, mẹ đẻ của Hoàn Nhan Thủ Thuần
- Con cái
  - Trang Hiến thái tử Hoàn Nhan Thủ Trung
  - Kim Ai Tông Hoàn Nhan Thủ Tự
  - Kinh vương Hoàn Nhan Thủ Thuần
  - Chí vương Hoàn Nhan Huyền Linh
  - Ôn quốc công chúa[18]